# Fuchsspur
Fuchsspur: Geschichte einer Feindschaft (Originaltitel: The Fox and the Hound) ist ein Jugendbuch des US-amerikanischen Autors Daniel P. Mannix, das 1967 erstmals im Verlag HarperCollins erschien. Das Buch erzählt die Geschichte der Feindschaft zwischen einem Fuchs namens Todd und einem Hund namens Copper. Abwechselnd werden jeweils Abschnittsweise Ausschnitte aus dem Leben des Jungfuchses und aus dem Leben des Bluthundes geschildert. Dabei fällt neben der spannenden Handlung vor allem auf, wie sorgfältig das Leben junger Füchse in der Wildnis recherchiert wurde. Auf dokumentarische Weise wird geschildert, wie der Mensch die Natur und damit den Lebensraum der Füchse immer weiter zerstört. 
Im Nachwort schildert der Autor, dass er selbst zwei Füchse auf seinem Grundstück hatte, die er über einen langen Zeitraum sorgfältig beobachtet hat. Die Übersetzung des Romans aus der Hand von Margaretha von Reischach-Scheffel erschien 1968 mit Illustrationen von John Schoenherr bei Hoffmann und Campe und 1970 als Lizenzausgabe in der Deutschen Buch-Gemeinschaft.

## Adaptionen
Die Vorlage von Daniel P. Mannix wurde 1981 als Zeichentrickfilm (deutscher Titel: Cap und Capper) von den Walt-Disney-Studios zum ersten Mal verfilmt. Cap und Capper wurden in dieser Fassung von Mickey Rooney und Kurt Russell gesprochen. Die Produktion begann schon im Jahr 1977, verzögerte sich jedoch, da Zeichner aus dem Disney-Team wechselten. Der Film besteht aus etwa 360.000 Zeichnungen, 110.000 Folien und 1.100 Hintergrundbildern. 2006 erschien die Fortsetzung Cap und Capper 2, die direkt für den Video- bzw. DVD-Markt produziert wurde. Diese spielt in der Kindheit der beiden Hauptfiguren. In beiden Filmen sind die Protagonisten jedoch keine Feinde, sondern beste Freunde und die Filme handeln von ihrer komplizierten Freundschaft.